# Рауден

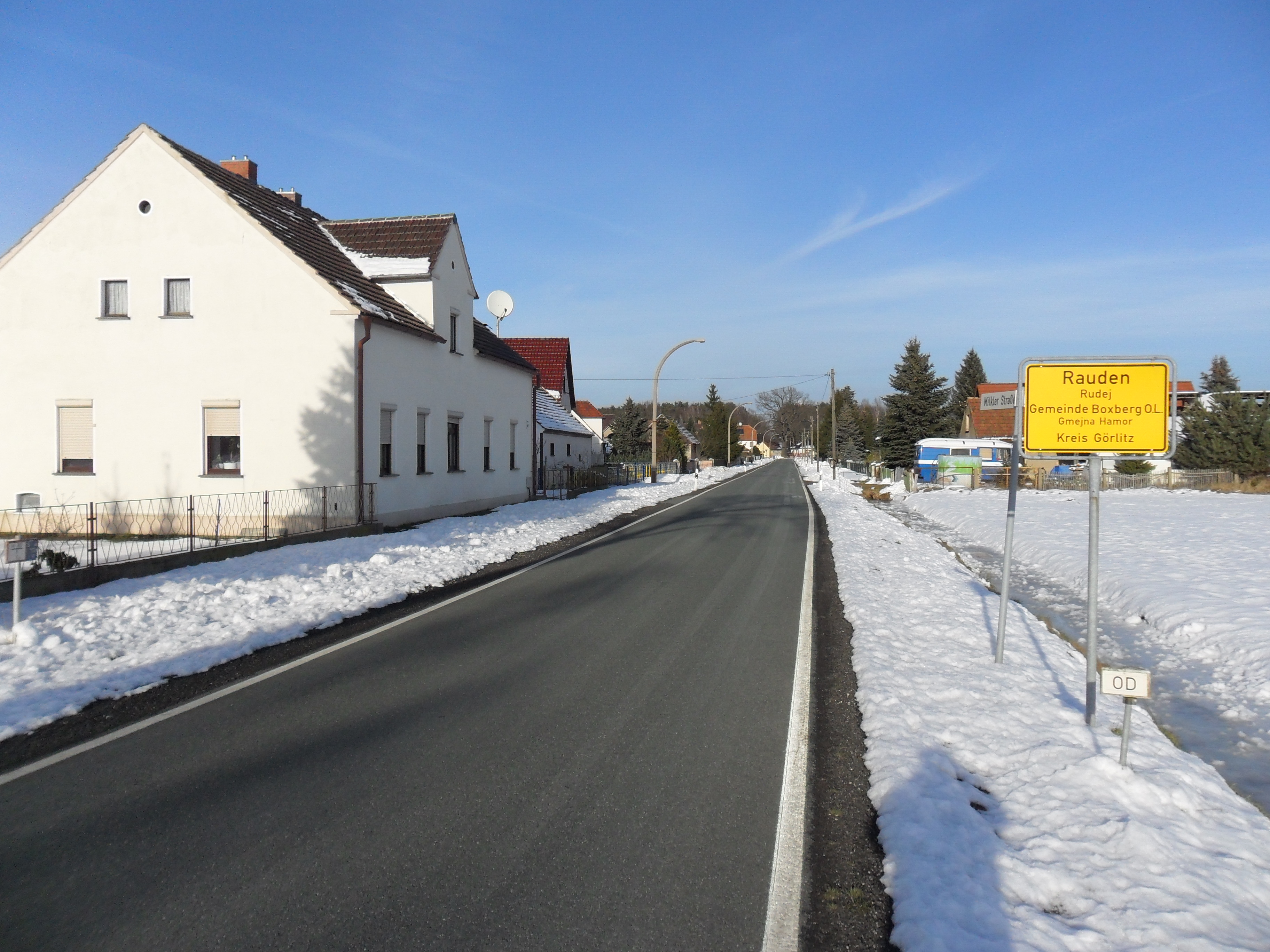

Ра́уден или Ру́дей (нем. Rauden; в.-луж. Rudejо файле) — деревня в Верхней Лужице, Германия. Входит в состав коммуны Боксберг района Гёрлиц в земле Саксония. Подчиняется административному округу Дрезден.

## География
Находится в южной части района Лужицких озёр. Вместе с соседней деревней Манёв находится на территории биосферного заповедника «Пустоши и озёра Верхней Лужицы». На западе находится крупнейший лесной массив Верхней Лужицы Минакальская пустошь. Через деревню проходит автомобильная дорога К 8473.
Соседние населённые пункты: на севере — деревня Дельни-Вуезд, на северо-востоке — деревня Манёв, на юго-западе — деревня Гат коммуны Радибор и на северо-западе — деревня Древцы коммуны Лоза.

## История
Впервые упоминается в 1542 году под наименованием Rauden.
С 1994 по 2007 года входила в состав коммуны Ухист. С 2007 года входит в состав современной коммуны Боксберг.
В настоящее время деревня входит в состав культурно-территориальной автономии «Лужицкая поселенческая область», на территории которой действуют законодательные акты земель Саксонии и Бранденбурга, содействующие сохранению лужицких языков и культуры лужичан.

## Население
Официальным языком в населённом пункте, помимо немецкого, является также верхнелужицкий язык.
Согласно статистическому сочинению «Dodawki k statisticy a etnografiji łužickich Serbow» Арношта Муки в 1884 году в деревне проживало 152 человека (из них — 152 серболужичанина (100 %)).
| 1825 | 1871 | 1885 | 1905 | 1925 |
| ---- | ---- | ---- | ---- | ---- |
| 105  | 151  | 130  | 140  | 143  |